# Esaias Fleischer (præst)
 For alternative betydninger, se Esaias Fleischer. (Se også artikler, som begynder med Esaias Fleischer)
Esaias Fleischer (25. oktober 1633 i København - 5. februar 1697) var en dansk præst.

## Liv og virke
Efter, siden 1648, at have besøgt Sorø Akademi blev han sammen med sin broder Johan i november 1652 immatrikuleret ved Københavns Universitet. Begge brødrene samt en ven fra Sorø, Troels Knoff, kom under deres teologiske studier i forbindelse med sværmeren Niels Svendsen Chronich, hvis store alvor og mystisk-idealistiske retning gjorde et dybt indtryk særlig på Esaias, der besad et fyrigt og energisk sind, og som nu i sin læremesters ånd og betegnende sig selv som Guds sendebud tog sig for at gennemhegle Københavns præster, fordi de formentlig ikke gjorde deres skyldighed. Dette var imidlertid nær kommet ham dyrt til at stå, thi på regeringens foranstaltning blev der anlagt sag imod ham for konsistorium, hvor han (1655) blev dømt til at have sine akademiske rettigheder fortabte. Den eneste måde, hvorpå han kunne tænke at vinde dem tilbage, var ved længere tids flittige studier i udlandet, og i 1656 begav han sig derfor til Rostock, senere til Strasburg, Leiden og Oxford. Alle vegne var det de mest ansete teologer og dygtigste sprogmænd, han søgte at komme i forbindelse med. I Oxford blev han i 3 1/2 år, særlig sysselsat med kirkehistoriske studier under Barlows vejledning. Siden færdedes han i Frankrig og Italien (et stykke af hans "Iter Romanum" er endnu bevaret i håndskrift), hvor han stiftede bekendtskab med flere af tidens berømteste lærere og videnskabsmænd.

### Sognepræst ved Helligaandskirken
Endelig kom han over Tyskland hjem 1664. Nu havde dommen om ham ganske forandret sig. Hans ungdomssværmeri blev ikke mere fremdraget. Beslægtet med en så indflydelsesrig mand som Hans Nansen, "der var ham som en kjødelig Fader", var der intet til hinder for hans forfremmelse. Efter 1665 at have taget magistergraden blev han samme år sognepræst ved Helligaandskirken i København. Dette Eebede forestod han med megen troskab og dygtighed. Det blev hans lod at ledsage Griffenfeld til retterstedet, vist nok fordi denne selv havde begæret ham.

## Personlighed
En vis djærv sandhedskærlighed synes at have været hans egen, og den stak mærkelig af mod den i tiden rådende servile tone. J. Bircherod fortæller i sin dagbog i anledning af takkefesten for fredsslutningen med Sverige i 1679:
"Ved denne Lejlighed kom Sognepræsten ved Helliggejstes Kirke, Mag. E. F., i temmelig Ulejlighed, fordi han som en passioneret Patriot gav i ovenmeldte Taksigelse hel lydelig sin og fleres Ufornøjelse til Kjende over Krigens slette Udgang paa vor Side paa Grund af de okkuperede Stæders Restitution etc., i det han kaldte den nys afsluttede Fred en skiden og skammelig Fred, med mere deslige. Hvorudover han af Bispen, Dr. Bagger, i Følge kgl. Befaling blev suspenderet fra sit Embede. Og sprang der siden gode Penge for ham til dem, der talte hans Sag i Lave."
Han havde ønsket den siden bekendte Morten Reenberg til sin medhjælper og efterfølger, men det blev ham afslået.

## Ægtefælle
Han blev i 1667 gift med Ellen Riber, en datter af rådmand Jacob Andersen Riber i København. Hun døde i 1684.

## Forfatterskab
Af skrifter har han kun udgivet en ligtale over Hans Nansen. Han skal have udarbejdet adskilligt i kirkehistorien, men det kom ikke for lyset og er nu tabt.
Programma funebre.
Pontoppidan, Annales eccles. Dan. IV, 718.
Kirkehist. Saml. 3. R. III.
H. F. Rørdam. 

## Fodnoter
1. ↑  Se immatrikulation af Esaias Fleischer i Rostock Matrikelportal